# Elaeagnus grijsii
Elaeagnus grijsii là một loài thực vật có hoa trong họ Elaeagnaceae. Loài này được Hance mô tả khoa học đầu tiên năm 1861.